# Brisó
Brisó (en llatí Bryson, en grec antic Βρύσων) va ser un filòsof pitagòric grec.
Iàmblic diu que era d'aquells joves als que Pitàgores va instruir en els darrers anys de la seva vida. Podria ser el mateix que l'escriptor Brisó d'Acaia esmentat per Teopomp en un recull fet per Ateneu de Naucratis i segons el qual Plató hauria agafat algunes idees de Brisó.
El seu mètode per quadrar el cercle podria haver estat un antecedent del mètode d'exhaustió aplicat consistentment anys més tard per Arquimedes.